# HP-16C

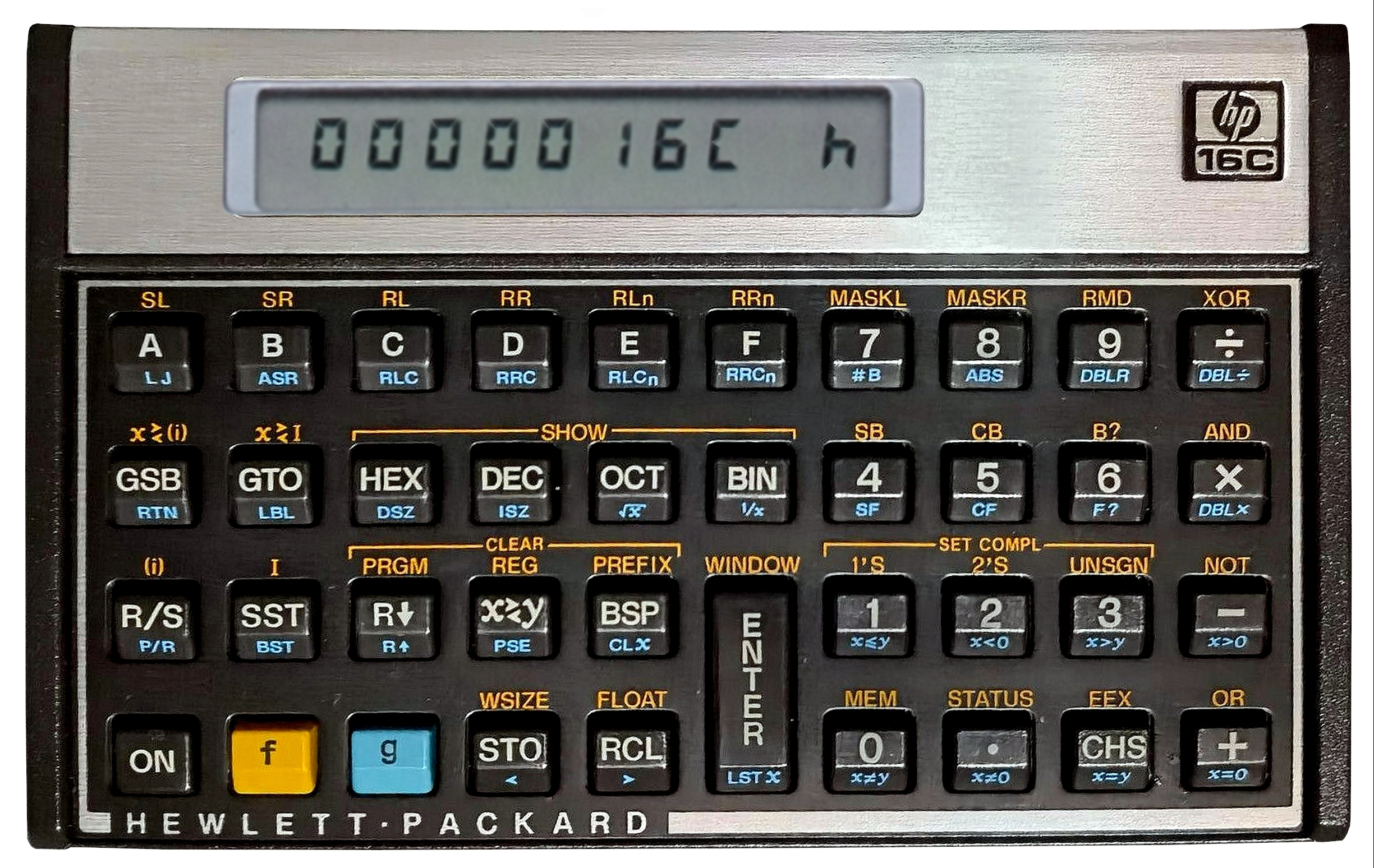
HP-16C, mostrando o nome do modelo no visor como um número hexadecimal

HP-16C é uma calculadora programável de bolso que foi produzida pela Hewlett-Packard entre 1982 e 1989. Foi projetada especificamente para ser usada por programadores de computador, para auxiliar na depuração. É membro da série HP Voyager de calculadoras programáveis. Foi a única calculadora para programadores já produzida pela HP, embora muitas calculadoras HP posteriores tenham incorporado a maioria das funções do 16C.

## Recursos
O 16C pode exibir números inteiros em hexadecimal, decimal, octal e binário, e converter números de uma base numérica para outra. Também lida com números decimais de ponto flutuante. Para acomodar números inteiros longos, o visor pode ser 'janelado', movendo-o para a esquerda e para a direita. Para ser consistente com o computador com o qual o programador está trabalhando, o tamanho da palavra pode ser definido para diferentes valores, de 1 a 64 bits. As operações aritméticas binárias podem ser realizadas como operações sem sinal, complemento de um ou complemento de dois. Isso permite que a calculadora emule o computador do programador. Várias funções especializadas são fornecidas para ajudar o programador, incluindo deslocamento de bits para a esquerda e direita, rotação de bits para a esquerda e direita, mascaramento e operações lógicas bit a bit.
Além das funções de programador, as capacidades da calculadora se limitam à aritmética básica (e recíproco e raiz quadrada), o que significa que os usuários típicos também usariam uma calculadora científica geral. Números de ponto flutuante são suportados apenas para a base 10. No entanto, é ainda muito mais poderosa (embora também muito mais cara) do que concorrentes contemporâneos, como a calculadora de matemática de computador não programável Casio CM-100 ou a TI Programmer, LCD Programmer ou Programmer II.
A parte de trás do 16C apresenta uma tabela de referência impressa para muitas de suas funções.
A calculadora usa o processador proprietário HP Nut produzido em um processo bulk CMOS e apresentava memória contínua, onde o conteúdo da memória é preservado enquanto a calculadora está desligada. Embora comum agora, isso ainda era notável no início dos anos 80, e é a origem do "C" no nome do modelo.

## Programação
O 16C, como todos os outros membros da série Voyager, é programável. É usada a programação por sequências de teclas. Estão disponíveis até 203 passos de programa e até 16 rótulos de programa/passo. Cada passo e rótulo usa um byte, que consome espaço de registro em incrementos de 7 bytes.
Aqui está um programa de exemplo que calcula o fatorial de um número inteiro de 2 a 69. O programa ocupa 9 bytes. Os códigos exibidos ao inserir o programa geralmente correspondem às coordenadas de linha/coluna do teclado das teclas pressionadas.
| Passo | Teclas pressionadas (teclas shift não mostradas) | Código exibido | Comentário                                    |
| ----- | ------------------------------------------------ | -------------- | --------------------------------------------- |
| 001   | LBL F                                            | 43,22, F       | Define o rótulo F (mnemônico para "fatorial") |
| 002   | x<>I                                             | 42 22          | Armazena x no registro I                      |
| 003   | 1                                                | 1              | Armazena 1 em x                               |
| 004   | LBL 0                                            | 43,22, 0       | Define o rótulo 0                             |
| 005   | RCL I                                            | 45 32          | Recupera o registro I em x                    |
| 006   | ×                                                | 20             | Multiplica x e y                              |
| 007   | DSZ                                              | 43 23          | Decrementa o registro I e se não for zero ... |
| 008   | GTO 0                                            | 22 0           | ... volta para o rótulo 0                     |
| 009   | RTN                                              | 43 21          | Para o programa - o resultado é exibido em x  |

Para executar o programa, insira o argumento na pilha e pressione as teclas GSB F. O resultado é exibido quando o programa termina.

## Legado
A HP nunca mais fez outra calculadora especificamente para programadores, mas incorporou muitas das funções do HP-16C em calculadoras científicas e gráficas posteriores, por exemplo, o HP-42S (1988) e seus sucessores.
Assim como muitas outras calculadoras HP vintage, o HP-16C é agora muito procurado por colecionadores.
Em julho de 2023, os licenciados da HP Development Company, L.P. Moravia Consulting spol. s r.o. e Royal Consumer Information Products, Inc. lançaram a HP-15C Collector's Edition, que vem com um modo não documentado para emular o HP-16C. O firmware original ainda tinha um bug em que números cuja representação hexadecimal terminava em E ou F eram exibidos incorretamente no modo decimal, o que foi corrigido por um esforço da comunidade em outubro de 2023.
Vários emuladores, incluindo os oficiais da HP, estão disponíveis para computadores de mesa, navegadores da web, smartphones e outras calculadoras.
Existem muitos simuladores de calculadoras, imitando várias calculadoras HP. O WRPN Calculator, um simulador HP-16C de domínio público código aberto, é um dos projetos de software mais antigos e ainda ativos desse tipo.